# Prasonica
Prasonica Simon, 1895 è un genere di ragni appartenente alla famiglia Araneidae.

## Distribuzione
Le dieci specie oggi note di questo genere sono state rinvenute in Africa, Asia meridionale ed Oceania.

## Tassonomia
Considerata sinonimo anteriore di Lobetina Simon, 1895 a seguito di un lavoro di Grasshoff (1971b).
Ritenuta anche sinonimo posteriore di Mangora O. P.-Cambridge, 1889 a seguito di un lavoro di Levi (1975b).
Dal 2010 non sono stati esaminati esemplari di questo genere.
A marzo 2014, si compone di dieci specie:
1. Prasonica affinis Strand, 1906 - Algeria
2. Prasonica albolimbata Simon, 1895[2] - Congo, Madagascar, Yemen
3. Prasonica anarillea Roberts, 1983 - isola di Aldabra
4. Prasonica hamata Thorell, 1899 - Camerun
5. Prasonica insolens (Simon, 1909) - India, Vietnam. Giava
6. Prasonica nigrotaeniata (Simon, 1909) - Africa occidentale, centrale e orientale
7. Prasonica olivacea Strand, 1906 - Etiopia
8. Prasonica opaciceps (Simon, 1895) - Nuova Guinea
9. Prasonica plagiata (Dalmas, 1917) - Nuova Zelanda
10. Prasonica seriata Simon, 1895 - Africa, Madagascar, isole Seychelles

### Sinonimi
- Prasonica africana (Simon, 1903); trasferita dal genere Spilasma Simon, 1897 e posta in sinonimia con P. seriata Simon, 1895 a seguito di un lavoro di Grasshoff, (1970b)[1].
- Prasonica spillmanni (Lessert, 1933); trasferita dal genere Zilla C. L. Koch, 1834 e posta in sinonimia con P. nigrotaeniata (Simon, 1909) a seguito di un lavoro di Grasshoff (1971b)[1].